# Liste der Einträge im National Register of Historic Places im Alpine County

Lage des Alpine County in Kalifornien

Die Liste der Einträge im National Register of Historic Places im Alpine County in Kalifornien führt alle Bauwerke und historischen Stätten im Alpine County auf, die in das National Register of Historic Places aufgenommen wurden.

## Aktuelle Einträge
| [ 2 ] | Name                     | Bild                    | Eintragsdatum                 | Lage                                         | Ort          | Beschreibung |
| ----- | ------------------------ | ----------------------- | ----------------------------- | -------------------------------------------- | ------------ | ------------ |
| 1     | Alpine County Courthouse | weitere Bilder          | 30. Sep. 2004 ID-Nr. 04001074 | 14777 CA 89 38° 41′ 40″ N, 119° 46′ 43″ W    | Markleeville |              |
| 2     | Old Webster Schoolhouse  | Old Webster Schoolhouse | 11. Juli 2005 ID-Nr. 05000071 | 135 School St. 38° 41′ 40″ N, 119° 46′ 56″ W | Markleeville |              |